# Myiopagis
Myiopagis är en av två släkten elenior i familjen tyranner inom ordningen tättingar. Släktet omfattar nio arter med utbredning från västra Mexiko till norra Argentina samt på Jamaica:
- Skogselenia (M. gaimardii)
- Chocóelenia (M. parambae)
- Amazonelenia (M. cinerea)
- Gråkronad elenia (M. olallai)
- Gråhuvad elenia (M. caniceps)
- Kustelenia (M. subplacens)
- Gulkronad elenia (M. flavivertex)
- Mindre jamaicaelenia (M. cotta)
- Grönaktig elenia (M. viridicata)